# Стоичков (група)
Вижте пояснителната страница за други значения на Стоичков.
Stoichkov („Стоичков“) е рок група от град Утрехт, Нидерландия.
Създадена е през 2001 година от 3 фенове на българския футболист и бивш треньор на националния отбор на България Христо Стоичков. Всички песни на групата са изпълнени на немски език. Първата ѝ записана песен представлява инструментал, носещ името Hristo, посветен на нейния идол. Членовете на Stoichkov определят музикалния си стил като турбо рок.
През април 2005 година групата посещава България, изнасяйки концерти в градовете София, Бургас, Ловеч, Варна, Пловдив, Шумен, Разград и Добрич. Турнето е организирано от местните ъндърграунд групи Pizza и Scandal, а като подгряващи групи са поканени редица други български рок формации.

## Членове
- Якоб Дойнхаувер – вокали и бас китара
- Тим Ленсен – китари
- Рикерт Ханслер – барабани

## Дискография
- Heimatklänge (2001)
- Nieder mit MIDI (2004)